# Gans (Gironde)
Gans ist eine französische Gemeinde mit 202 Einwohnern (Stand: 1. Januar 2022) im Département Gironde in der Region Nouvelle-Aquitaine. Sie gehört zum Kanton Le Sud-Gironde und zum Arrondissement Langon. Die Bewohner nennen sich Gansois. 

## Lage
Nachbargemeinden sind Lados im Norden, Labescau im Osten, Sendets im Südosten, Gajac im Süden und Bazas im Westen. Der nächste Bahnhof befindet sich in Langon an der Bahnstrecke Bordeaux–Sète.

## Bevölkerungsentwicklung
| Jahr      | 1962 | 1968 | 1975 | 1982 | 1990 | 1999 | 2007 | 2015 |
| --------- | ---- | ---- | ---- | ---- | ---- | ---- | ---- | ---- |
| Einwohner | 242  | 222  | 184  | 171  | 152  | 158  | 186  | 189  |

## Sehenswürdigkeiten

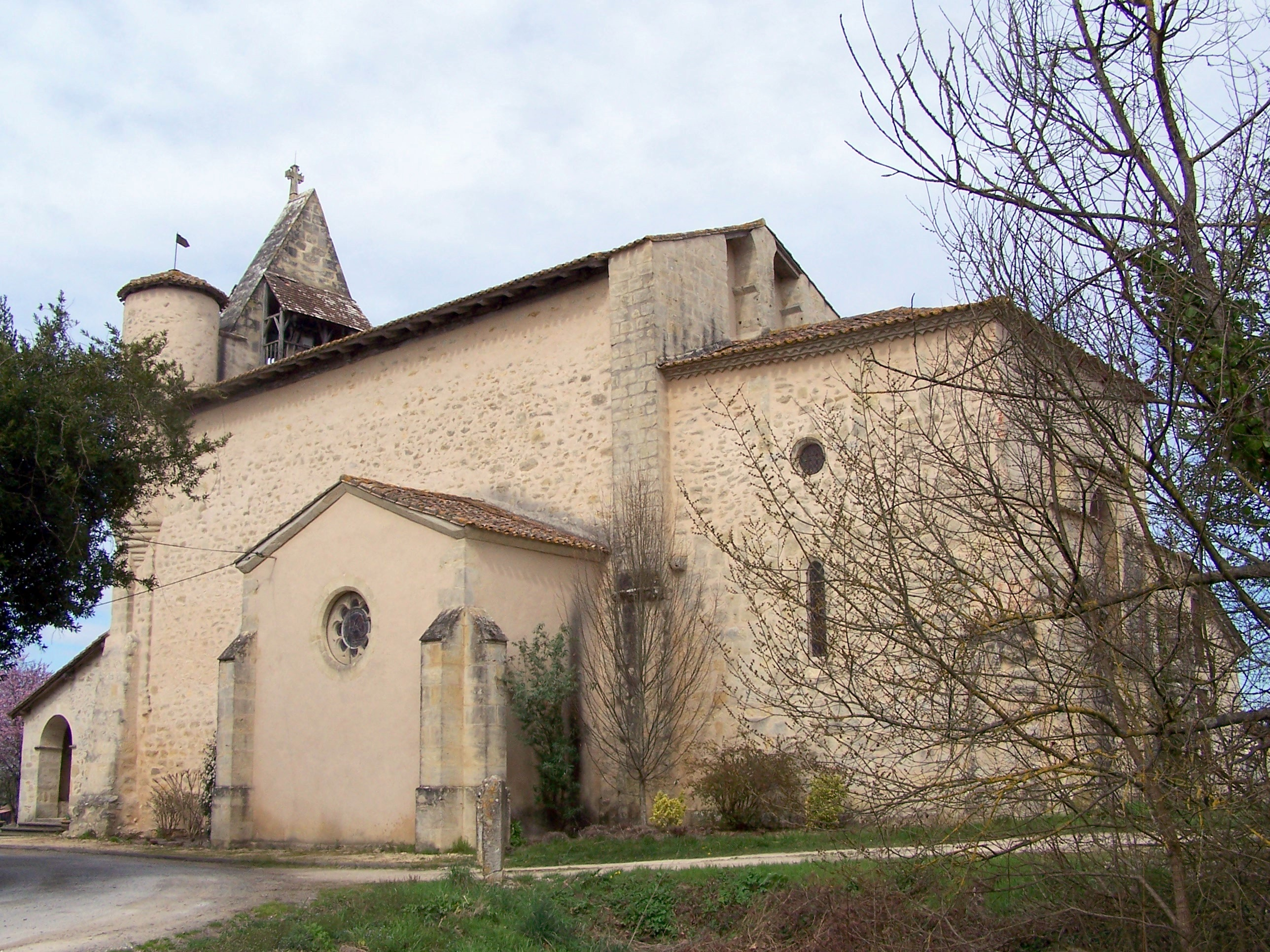
Kirche Saint-Pierre

- Kirche Saint-Pierre